# Скрита гавань
Скри́та га́вань (рос. Скрытая гавань) — невелика затока в Беринговому морі, є північно-західною частиною затоки Корфа. Своїми водами гавань омиває північно-східні береги Камчатки, Росія.
Зі сходу гавань відокремлена від затоки Корфа піщаною косою — сполучається лише вузькою протокою на північному сході. В південно-західній частині знаходиться дельта річки Ав'єваям, що впадає двома великими рукавами та кількома дрібними протоками.
Довжина гавані 15 км, ширина гирла 400 м, глибина сягає до 2 м. Припливи неправильні, напівдобові, величиною до 2 м.
На північному березі гавані розташоване село Тилічикі — адміністративний центр Олюторського району Камчатського краю Росії, на піщаній косі — село Корф того ж району. Між цими поселеннями працює пором, а взимку, коли поверхня гавані замерзає, ведеться автомобільне сполучення по льоду.
В гавані ведеться промислове рибальство (лососеві).
| Росія | Це незавершена стаття з географії Росії. Ви можете допомогти проєкту, виправивши або дописавши її. |